# Skilltree

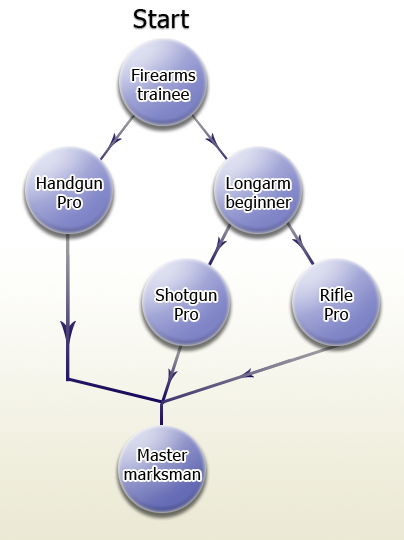
Vereinfachte Darstellung eines Skilltrees am Beispiel der Waffennutzung

Der Skilltree (oder: Fähigkeitenbaum, Talentbaum) ist ein Visualisierungskonzept in Computerspielen. Er erlaubt die einfache grafische Darstellung eines hierarchischen Fortschrittsystems. Ein Skilltree besteht aus mehreren Knoten, die unterschiedliche Fähigkeiten oder Erweiterungen (auch teilweise "Perks" genannt) repräsentieren. Diese Knoten sind untereinander verbunden und können nach und nach für einen Charakter oder ein Objekt freigeschaltet werden.

## Aufbau
Ein Skilltree besteht aus einem Baumdiagramm miteinander verbundener Elemente. Im Zentrum steht der Spielecharakter oder das Objekt, für welches der Skilltree aufgebaut wird. Von diesem zentralen Objekt zweigen Kategorien ab, die die Fähigkeiten oder Eigenschaften repräsentieren.
Die Freischaltung eines Elements ist die Voraussetzung, um weitere mit diesem Element verbundene Elemente freischalten zu können. Ein Skilltree kann somit als gerichteter Graph beschrieben werden (siehe Graphentheorie). Zweige können hierbei nicht nur auseinandergehen, sondern auch wieder zusammenfinden, wodurch ein Skilltree auch kreisförmig aufgebaut sein kann. Die Aktivierung von Elementen ist mit Kosten verbunden. Diese können Spielgeld, Erfahrungspunkte oder eine andere Einheit sein. Durch die Aktivierung werden bestimmte Vorteile wie Fähigkeiten, Upgrades, oder Boni für den Charakter oder das Objekt freigeschaltet. Hierdurch können Fähigkeiten und Spielinhalte dem Spieler erst nach und nach zugänglich gemacht und die Komplexität des Spiels graduell gesteigert werden.
In manchen Spielen können Elemente wieder deaktiviert und die eingesetzten Punkte zurückerlangt werden, um den Skilltree neu zu entwickeln (z. B. Skyrim).

## Bedeutung für den Spielverlauf
Der Ausbau der Fähigkeiten trägt oft bedeutend zu der Entwicklung einer Spielfigur bei und lässt den Spieler Spezialisierungen wählen. Besonders in Rollenspielen ist der Spieler daher gezwungen, sich für Abzweigungen zu entscheiden, die das weitere Gameplay beeinflussen. Häufig muss der Spieler dabei auch Kompromisse eingehen und zum Beispiel auf andere Fähigkeiten verzichten. Der Skilltree ermöglicht es daher auch, unterschiedliche Spielertypen verschieden zu fördern. Ebenfalls kann sich der Spieler aber auch "verskillt" fühlen, wenn die erworbenen Fähigkeiten das Spiel zu einfach machen oder er zu festgelegt ist und neue Fähigkeiten nur noch schwer freischalten kann. Befasst sich ein Spieler tiefgehend mit der Planung und Optimierung des Skilltress oder von Charaktermustern, wird auch von Theory Crafting (zu deutsch etwa so viel, wie theoretische Handwerk) gesprochen.

## Einsatz
Die folgende Liste zeigt einige bekannte Computerspiele, die Skilltrees für die Entwicklung der Charaktere einsetzen:
- Ancestors: The Humankind Odyssey
- Borderlands 3
- Company of Heroes
- Das Schwarze Auge
- Fortnite
- Path of Exile
- Skyrim
- Watch Dogs
- World of Warcraft

Das Spiel Diablo II aus dem Jahr 2000 wird als erstes Spiel mit einer größeren Tiefe auf den Skilltree beschrieben.